# Der letzte Bulle (Film)
Der letzte Bulle ist eine Action-Komödie von Peter Thorwarth, die am 7. November 2019 in die deutschen Kinos kam. Es handelt sich um eine Spielfilmfassung der gleichnamigen Kriminalserie, die von 2010 bis 2014 in Sat.1 lief.

## Produktion
Die Filmregie führt Peter Thorwarth. Wie in der gleichnamigen Fernsehserie ist Henning Baum in der Rolle von Mick Brisgau zu sehen, ebenso spielen Maximilian Grill und Tatjana Clasing wie in der Serie die Rollen des Andreas Kringge bzw. der Kneipenwirtin Uschi Nowatzki.
Der Film erhielt eine Produktionsförderung von der Film- und Medienstiftung NRW in Höhe von 900.000 Euro und vom FilmFernsehFonds Bayern in Höhe von 500.000 Euro.
Die Dreharbeiten liefen von September bis November 2018 und fanden überwiegend im Ruhrgebiet statt, unter anderem in Duisburg.
Doro Pesch steuerte für den Soundtrack auf den persönlichen Wunsch des Regisseurs Peter Thorwarth eine neue Version des Songs Holding Out for a Hero von Bonnie Tyler aus dem Jahr 1984 bei. Der Titel ist auch auf dem Soundtrack enthalten, der zu einem späteren Zeitpunkt veröffentlicht werden soll.
Der Film feierte am 30. Oktober 2019 in der Essener Lichtburg seine Premiere. Der Kinostart in Deutschland erfolgte am 7. November 2019.